# الريشة الطائرة في الألعاب الأولمبية الصيفية 2016
عقد منافسات تنس الريشة في دورة الألعاب الأولمبية الصيفية 2016 في ريو دي جانيرو في الفترة من 11-20 أغسطس في الجناح الرابع من مركز ريو سنترو بطولات . شارك حوالي 172 رياضي في خمسة أحداث رياضية وهي: فردي الرجال، زوجي الرجال، فردي السيدات، زوجي السيدات، والزوجي المختلط.